# Costa Rica en los Juegos Olímpicos de Barcelona 1992
Costa Rica estuvo representada en los Juegos Olímpicos de Barcelona 1992 por un total de 16 deportistas, 11 hombres y 5 mujeres, que compitieron en 6 deportes.
El portador de la bandera en la ceremonia de apertura fue el tirador Álvaro Guardia. El equipo olímpico costarricense  no obtuvo ninguna medalla en estos Juegos.